# Pierre Vigoureux
Cet article possède un paronyme, voir Pierre Vigouroux.
Pour les articles homonymes, voir Vigoureux.
Pierre Octave Vigoureux, né le 4 avril 1884 à Avallon et mort le 24 octobre 1965 à Nogent-sur-Marne, à la Maison Nationale des Artistes, est un sculpteur français.
Il est l'auteur de plusieurs sculptures monumentales publiques — statues et monuments aux morts — réalisées dans les années 1920 et 1930.

## Biographie

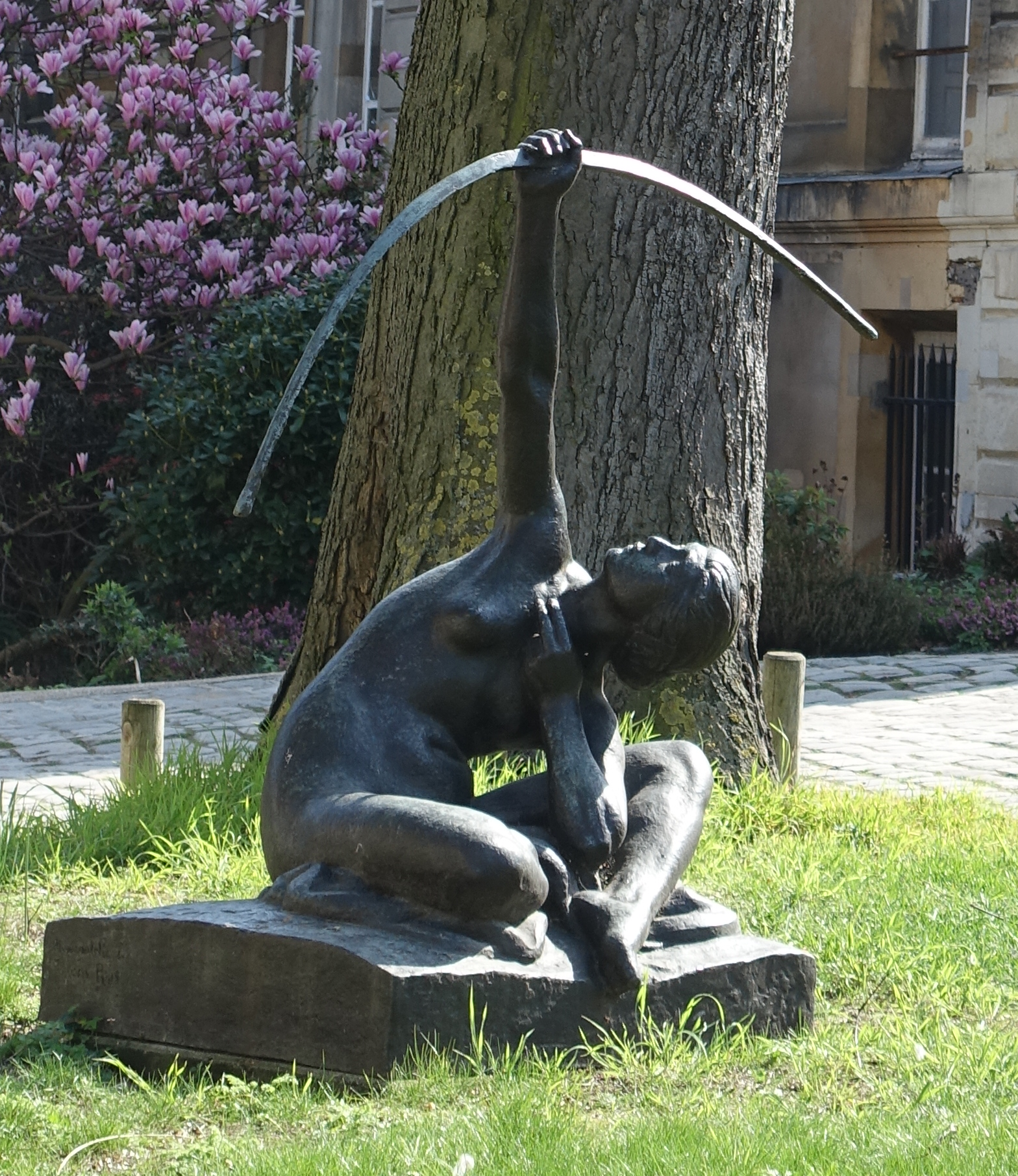
Amazone, bronze, 1927,
Jardin des Plantes, Paris.

Pierre Vigoureux s'initie à la sculpture dans l'atelier de son père et réalise ses premières sculptures en bois en 1900. Encouragé par le sculpteur bourguignon Jean Dampt et l'artiste avallonnais Georges Loiseau-Bailly, il entre en 1902 à l'École nationale supérieure des arts décoratifs de Paris et est notamment l'élève d'Hector Lemaire (1846-1933).
Il débute au Salon des artistes français en 1906, avec Devant la vie. Il y expose jusqu'en 1919, obtenant la médaille de bronze pour Le Parfum en 1909 et une bourse de voyage en 1913 pour la statue L'Aube.
Après la Première Guerre mondiale, il s'installe à Nanchèvre, hameau proche de Vézelay, puis dans la ville d'Avallon rue Serpente,. Il participe aux Salons d’Automne (1913 à 1933), Salons de la Société Nationale des Beaux-Arts (1920 à 1922), Salons des Tuileries (1923 à 1934).

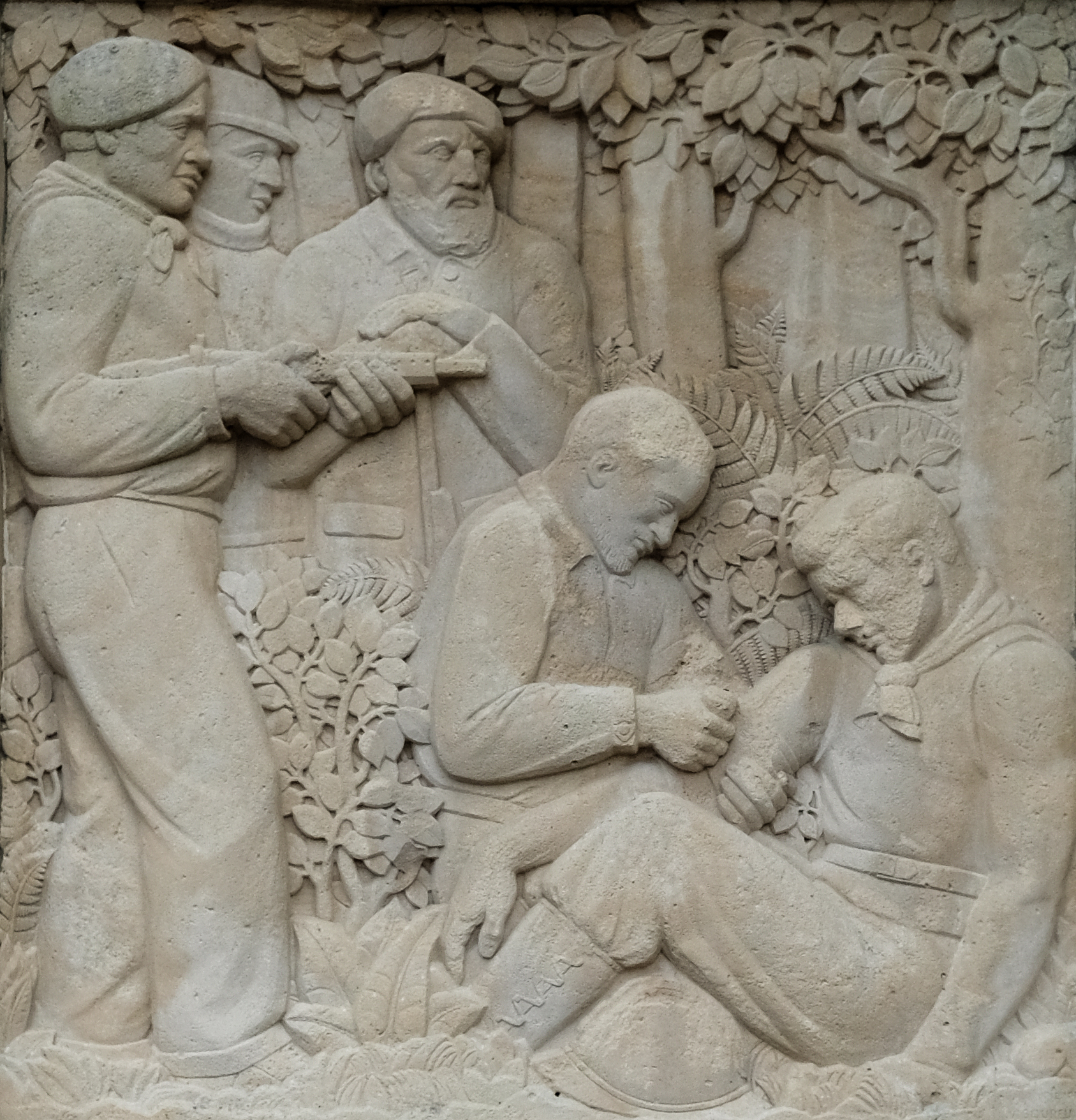
Monument au Morts, 1945-1950, Quarré-les-Tombes.

Au cours des années 1919 et suivantes, il reçoit plusieurs commandes de monuments aux morts. C’est Avallon qui possède la plus caractéristique des œuvres de cette sorte, inaugurée en 1921. Deux soldats sont représentés, l’un mort, l’autre debout, sans armes.
Il exécute des œuvres religieuses durant la même période, notamment une dizaine de Jeanne d’Arc dont l’une se trouve à l’église Saint-Martin à Avallon.
En 1925, il sculpte le Carrousel de la vie parisienne, 47 figures représentatives des types qui animent les rues parisiennes, plus grandes que nature. À partir de 1934, il crée les "petites pierres"—"santons bourguignons" sur des thèmes variés, figures de la vie parisienne, scènes de rues, travaux des champs, petits métiers des campagnes, et moines bâtisseurs.
Directeur de l’École Nationale des Beaux-Arts de Dijon de 1935 à 1942, il est nommé commissaire régional à l’Exposition Internationale de Paris en 1937. Il sculpte en 1950 la Muse du vin, commande de l’État attribuée au Musée d’Avallon.
Pierre Ladoué a écrit : « Artiste véritablement et proprement original, Pierre Vigoureux ne doit rien à aucun maître. C'est l'indépendant absolu. Il n'a regardé que la nature, la terre et le mouvement des êtres qui la peuplent ; il n'a écouté que le rythme de la vie universelle et le battement de son propre cœur. »

## Famille

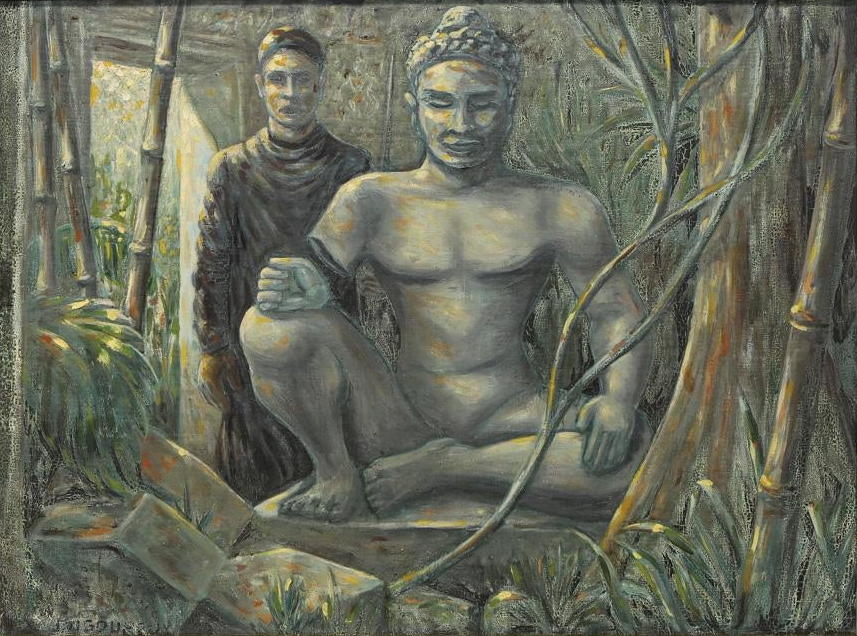
Jean Vigoureux, peinture sans titre, c. 1938.

Le 17 octobre 1907, il épousa Jeanne Lise Marie Emma Fonssagrives, née en 1887 à Saigon. Ils ont eu trois enfants.
Leur fils Jean Vigoureux (en) (1907-1986) était aussi artiste. Père et fils ont tous deux exposé des œuvres au Salon de l'Essor à Dijon en 1933,. Dans les années 1930, Jean a déménagé aux États-Unis, où ses dessins et peintures de la vie quotidienne à Paris et en Indochine ont été exposés dans des musées de San Francisco et de Chicago, et en 1942 certaines de ses œuvres ont été rassemblées dans le livre Paris: Twenty-Eight Drawings by Jean Vigoureux (Plantin Press, Los Angeles, 1942).
Leur fils Fernand Fonssagrives (1910-2003) est devenu l'un des photographes commerciaux et de mode les mieux payés au monde dans les années 1940 et 1950. Sa première épouse était Lisa Fonssagrives, célèbre comme le premier top model de l'histoire de la photographie de mode. Ils ont une fille, Mia Fonssagrives-Solow (née en 1941) connue comme sculptrice et créatrice de bijoux.
Le 5 juillet 1922, Pierre et Jeanne divorcent. Le 30 avril 1924, Pierre épousa Yvonne Stern.

## Monuments et œuvre dans les églises et les collections publiques
- Auxerre

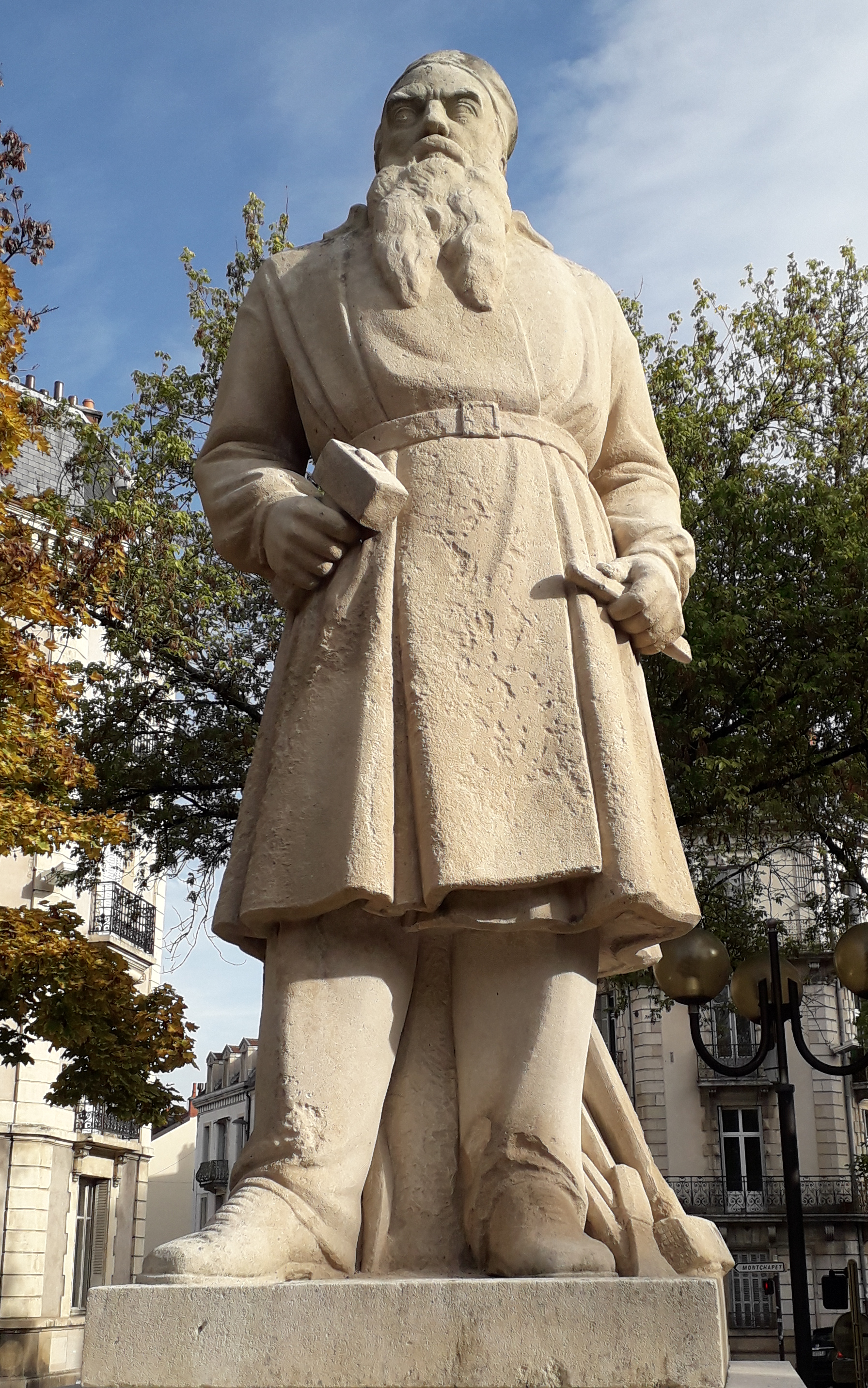
Monument à François Rude, 1953, Dijon.

  - Cathédrale Saint-Étienne : Jeanne d'Arc, 1920.
- Avallon
  - Musée de l'Avallonnais : Salle Vigoureux.
  - Monument aux morts, 1921, représentant un soldat désarmé, debout, portant une peau de mouton sur sa capote, veille son camarade face contre terre, mort au champ d'honneur.
  - église Saint-Martin-du-Bourg : Jeanne d'Arc. Statue ayant fait l'objet d'une édition[Par qui ?] en une dizaine d'exemplaires.

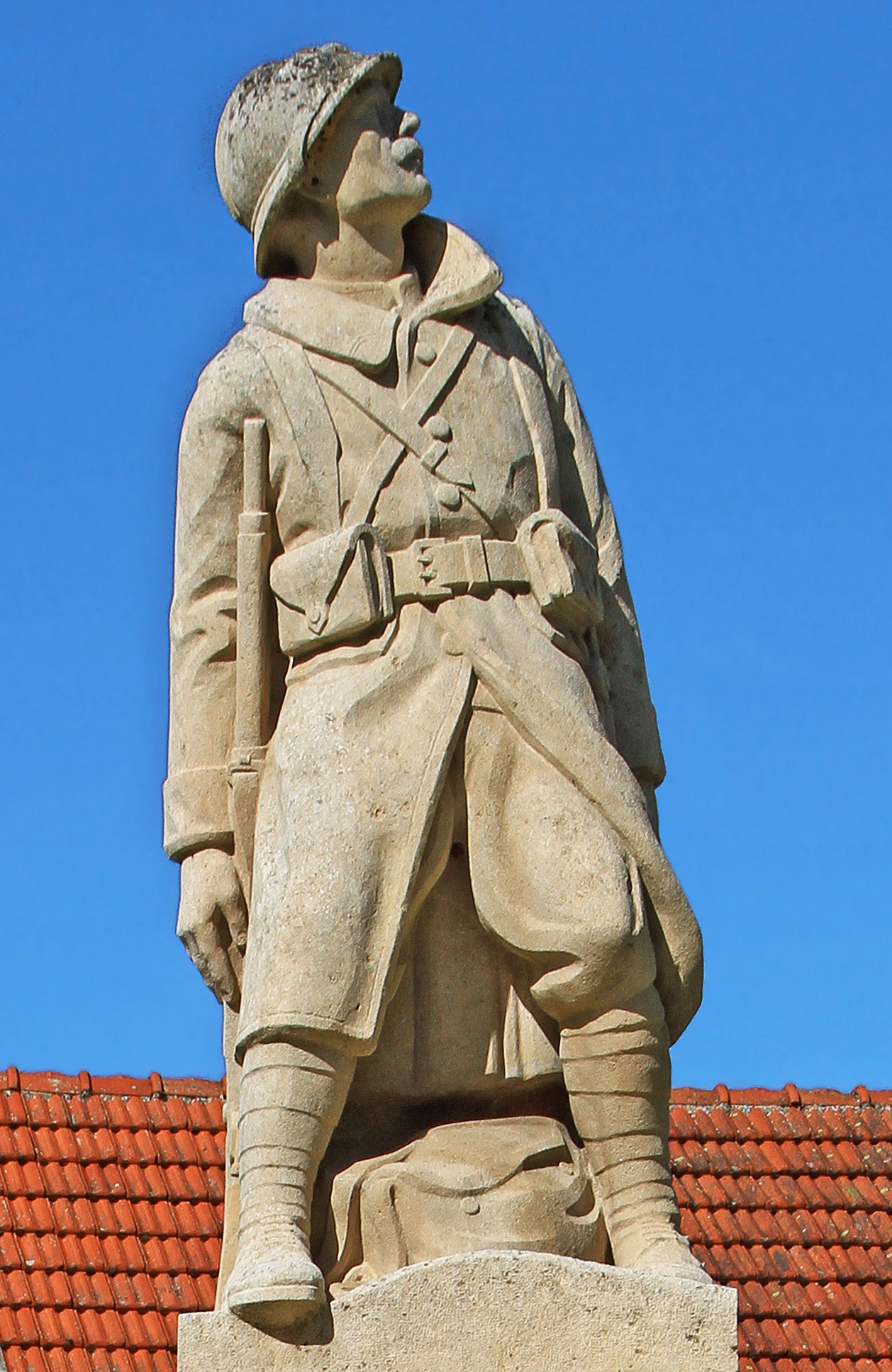
Monument aux morts de 1914-1918, 1920-1925, Baigneux-les-Juifs.

- Baigneux-les-Juifs
  - Monument aux morts de 1914-1918, 1920-1925.
- Cravant
  - Monument aux morts, 1922.
- Dijon
  - Musée de la vie bourguignonne Perrin de Puycousin : 48 sculptures
  - Monument à François Rude, place Auguste-Dubois, 1953.
- Domecy-sur-Cure
  - Notre-Dame-de-Lumière, statue monumentale[2].
- Paris
  - Centre Pompidou - Musée National d'Art Moderne - Centre De Création Industrielle : quatre sculptures
  - Jardin des Plantes : Amazone, bronze, 1927.
  - Palais de Tokyo, esplanade : Vendangeuse, 1937.
  - Petit Palais - Musée des Beaux-arts de la Ville de Paris : Paysans (bas-relief) et Esquisse pour l'escalier d'honneur de la mairie du 13ème arrondissement de Paris : Allégorie des Arts (peinture).
  - Saint-Christophe-de-Javel, Paris 18 : Le fronton ajouré est orné d'une bas-relief de saint Christophe réalisée en béton ; en l'intérieur, Saint Christophe portant l'enfant sculpture en ciment moulé.
- Quarré-les-Tombes
  - Monument aux maquisards ou Monument aux morts de la 3e demi-brigade et du 1er régiment du Morvan, 1945-1950.
- Saint-Père
  - Vierge à l'Enfant[2].
- Saint-Aubin-lès-Elbeuf
  - L'Aube, 1913[11].
- Vézelay
  - Monument aux morts, 1923[2].
- Ouagne
  - Monument aux morts (gisant).